# ندى الشيباني
ندى الشياني (ولدت 24 نوفمبر)، هي مذيعة وإعلامية بحرينية، قطرية. رئيسة اللجنة النسائية في الاتحاد الخليجي للإعلام، ومقدمة برنامج صباح الخير على قناة أبو ظبي.

## النشأة
ولدت في مدينة الرفاع، عاشت طفولتها في دولة البحرين قبل أن تنتقل إلى قطر، ودرست علوم الغذاء والتغذية بجامعة قطر. نشأت ندى في عائلة رياضية، فوالدتها كانت لاعبة كرة يد سابقاً، فيما كان والدها حكماً أيضاً.
تعرضت لضغوطات في بداية عملها كمذيعة رياضية، حيث تقول: «تجسدت الصعوبة في كوني فتاة خليجية تخوض المجال الإعلامي بشكل عام، والرياضي على وجه الخصوص، يُضاف إلى ذلك نظرة المجتمع، التي غالباً ما تحكم على المذيعة بالبقاء عزباء، وحرمانها من تكوين أسرة وإنجاب ذرية». وتعوز سبب نجاحها للدعم الكبير من والديها.

## السيرة
بدأت مسيرتها الإعلامية بتلفزيون قطر من خلال إعداد أحد برامج الأطفال، وبعدها خاضت عدداً من الأشكال الفنية الإعلامية في القناة خلال الفترة من 2001 وحتى 2005، وتوّجت مجهودها بحصول برنامج خزز للأطفال على الجائزة الذهبية، كأفضل برنامج أطفال في الوطن العربي.
التحقت إدارياً بالهيئة العامة القطرية للشباب في الفترة ما بين 2005 وحتى 2007 في القسم الإعلامي. ثم عملت في قناة الكأس عام 2008، حيث ساهمت بتقديم نشرات إخبارية وبرامج رياضية نسائية أشهرها برنامج نون قصة امرأة رياضية، وغطت أهم الأحداث الرياضية في المنطقة ومنها كأس الخليج 2009 في عُمان من خلال برنامج «الضحوانية» اليومي. في 2011، ظهرت على قناة دبي الفضائية عبر برنامج سوالفنا حلوة الذي قامت بتقديمه بمشاركة مذيعات ومذيعي البرنامج السابقين مثل مريم أمين ومروان صالح وإبراهيم البادي.
انتقلت إلى قناة سكاي نيوز عربية في بداية 2012، للعمل كمذيعة رياضية. ثم اتجهت في ديسمبر 2013، إلى محطة تلفزيون أبو ظبي بعد اختيارها لتقديم برنامج «صباح الدار» والذي كان يُبث على الهواء مباشرة طوال أيام الأسبوع. حصلت على جائزة الشيخة فاطمة للمرأة الرياضية في فئة الإعلامية المتميزة عام 2013.
اختيرت ندى في 2014، عضو في لجنة الإعلام والترويج لجائزة الشيخة فاطمة بنت مبارك للمرأة الرياضية. عُينت رئيساً للجنة النسائية في الاتحاد الخليجي سنة 2015، وهي لجنة تنضوي تحت مظلة الاتحاد الخليجي للإعلام الرياضي. دخلت الشيباني مجال التمثيل في 2017، عندما ظهرت بدور صغير في المسلسل الخليجي قلبي معي، ولعبت شخصية مذيعة متدربة لديها طموحات في الإعلام تقدم برنامج أسبوعي بجانب ميساء مغربي.